# Carlo Rota

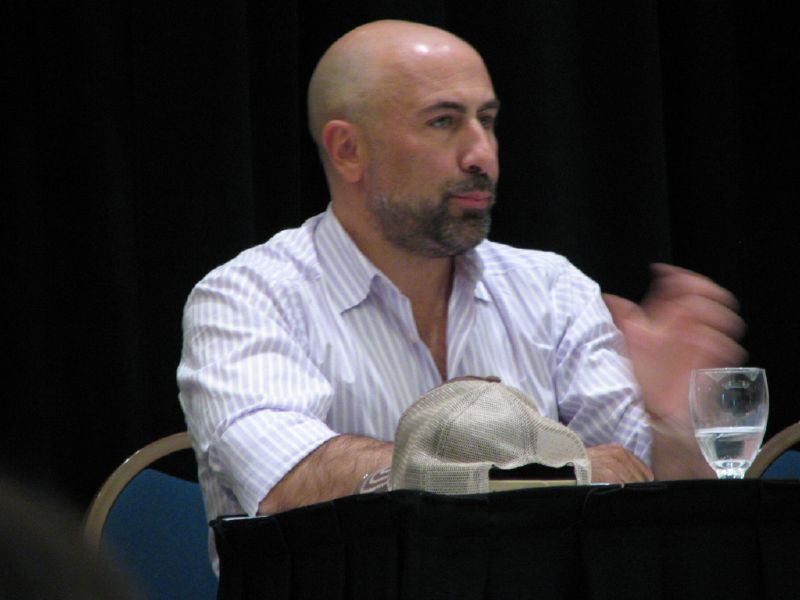
Carlo Rota

Carlo Rota (Londen, 17 april 1961) is een Brits acteur.

## Biografie
Rota is geboren in Londen en leefde in Italië, Hongkong, de Bahama's en Canada. Zijn vader is een beroemde internationale kok die hem de passie voor de keuken meegaf. Rota presenteerde ook The Great Canadian Food Show.
Carlo Rota is vooral bekend voor zijn rol as Mick Schtoppel in de Canadese televisiereeks Nikita. De regisseur van Nikita, Joel Surnow, ontwierp deze rol speciaal voor hem. In 24 ontwierp hij ook zijn rol als Morris O'Brian. Hij verscheen in vele televisiereeksen zoals Queer As Folk, The Boondock Saints en andere.
Rota is getrouwd met actrice Nazneen Contractor.

## Filmografie
- Saw V (2008) -  Charles
- Little Mosque on the Prairie (2007-2010) - Yasir Hamoudi
- 24 (TV) (2006-2009) - Morris O'Brian
- Cake (2005) - Bob Jackman
- Horsie's Retreat (2005) - Spiro
- The Last Hit (2005) - Mario
- Queer as Folk (TV) (2002-2004) - Gardner Vance
- Countdown (2002) - Bruce Donato
- Global Heresy (2002) - Tony Manson
- On Their Knees (2001) - Walter
- Mission to Mars (2000) -  Ambassador
- Passengers (2000) - Doctor
- The Boondock Saints (1999) -  Yakavetta
- Have Mercy (1999) - Jack
- Clutch (1998) - Richard
- City of Dark (1997) - Plato
- The Wrong Guy (1997) - French Restaurant Waiter
- Small Potatoes: A Cautionary Comedy (1997) - Henry Zanzibar
- Joe's Wedding (1996) - Art Council Man
- Nikita (TV) (1997-2001) - Mick Schtoppel
- The Sentinel (TV) (1996) - Jack Buchanan
- Maximum Risk (1996) -  Bohemia Bartender